# Sevilla Fútbol Club 2021-2022
Questa voce raccoglie le informazioni riguardanti il Sevilla Fútbol Club nelle competizioni ufficiali della stagione 2021-2022.

## Maglie e sponsor
| Casa | Trasferta | Terza Divisa |

## Rosa
Rosa e numerazione aggiornate al 25 gennaio 2022.
| N. |                        | Ruolo | Calciatore                   |
| -- | ---------------------- | ----- | ---------------------------- |
| 1  | Serbia (bandiera)      | P     | Marko Dmitrović              |
| 2  | Argentina (bandiera)   | D     | Gonzalo Montiel              |
| 3  | Svezia (bandiera)      | D     | Ludwig Augustinsson          |
| 4  | Paesi Bassi (bandiera) | D     | Karim Rekik                  |
| 5  | Argentina (bandiera)   | A     | Lucas Ocampos                |
| 6  | Serbia (bandiera)      | C     | Nemanja Gudelj               |
| 7  | Spagna (bandiera)      | A     | Suso                         |
| 8  | Spagna (bandiera)      | C     | Joan Jordán                  |
| 9  | Messico (bandiera)     | A     | Jesús Corona                 |
| 10 | Croazia (bandiera)     | C     | Ivan Rakitić (vice capitano) |
| 11 | Marocco (bandiera)     | A     | Munir                        |
| 12 | Spagna (bandiera)      | A     | Rafa Mir                     |
| 13 | Marocco (bandiera)     | P     | Bono                         |
| 15 | Marocco (bandiera)     | A     | Youssef En-Nesyri            |

| N. |                      | Ruolo | Calciatore             |
| -- | -------------------- | ----- | ---------------------- |
| 16 | Spagna (bandiera)    | C     | Jesús Navas (capitano) |
| 17 | Argentina (bandiera) | A     | Erik Lamela            |
| 18 | Danimarca (bandiera) | C     | Thomas Delaney         |
| 19 | Argentina (bandiera) | C     | Marcos Acuña           |
| 20 | Brasile (bandiera)   | D     | Diego Carlos           |
| 21 | Spagna (bandiera)    | C     | Óliver Torres          |
| 22 | Francia (bandiera)   | A     | Anthony Martial        |
| 23 | Francia (bandiera)   | D     | Jules Koundé           |
| 24 | Argentina (bandiera) | C     | Alejandro Gómez        |
| 25 | Brasile (bandiera)   | C     | Fernando               |
| 26 | Giappone (bandiera)  | D     | Keita Hosogai          |
| 31 | Spagna (bandiera)    | P     | Javi Díaz              |

## Calciomercato

### Sessione estiva
| Acquisti | Acquisti            | Acquisti          | Acquisti                   |
| R.       | Nome                | da                | Modalità                   |
| -------- | ------------------- | ----------------- | -------------------------- |
| A        | Rafa Mir            | Wolverhampton     | definitivo (16 milioni €)  |
| D        | Gonzalo Montiel     | River Plate       | definitivo (11 milioni €)  |
| C        | Thomas Delaney      | Borussia Dortmund | definitivo (6 milioni €)   |
| D        | Ludwig Augustinsson | Werder Brema      | definitivo (5,5 milioni €) |
| A        | Erik Lamela         | Tottenham         | gratuito                   |
| P        | Marko Dmitrović     | Eibar             | gratuito                   |

| Cessioni | Cessioni        | Cessioni         | Cessioni                   |
| R.       | Nome            | a                | Modalità                   |
| -------- | --------------- | ---------------- | -------------------------- |
| A        | Bryan Gil       | Tottenham        | definitivo (25 milioni €)  |
| D        | Guilherme Arana | Atlético Mineiro | definitivo (2,5 milioni €) |
| D        | Sergi Gómez     | Espanyol         | definitivo (1 milione €)   |
| C        | Franco Vázquez  | Parma            | gratuito                   |
| P        | Tomas Vaclik    | Olympiacos       | gratuito                   |
| D        | Sergio Escudero | Granada          | gratuito                   |
| A        | Aleix Vidal     | Espanyol         | gratuito                   |
| P        | Juan Soriano    | Tenerife         | gratuito                   |
| A        | José Lara       | Tenerife         | gratuito                   |
| A        | Luuk de Jong    | Barcellona       | prestito                   |
| A        | Rony Lopes      | Olympiacos       | prestito                   |
| D        | Alejandro Pozo  | Almería          | prestito                   |
| D        | Juan Berrocal   | Sporting Gijón   | prestito                   |
| D        | Joris Gnagnon   | -                | svincolato                 |

#### Sessione invernale
| Acquisti | Acquisti        | Acquisti       | Acquisti                 |
| R.       | Nome            | da             | Modalità                 |
| -------- | --------------- | -------------- | ------------------------ |
| A        | Jesús Corona    | Porto          | definitivo (3 milioni €) |
| A        | Anthony Martial | Manchester Utd | prestito                 |

| Cessioni | Cessioni        | Cessioni | Cessioni |
| R.       | Nome            | a        | Modalità |
| -------- | --------------- | -------- | -------- |
| C        | Ibrahim Amadou  | Metz     | gratuito |
| C        | Óscar Rodríguez | Getafe   | prestito |
| A        | Oussama Idrissi | Cadice   | prestito |

## Risultati

### Primera División

#### Girone di andata
| Arbitro: | de Mera Escuderos |

|                                      |           |  |
| En-Nesyri 19’ (rig.) Lamela 55’, 79’ | Marcatori |  |

| Arbitro: | Sánchez Martínez |

|  |           |              |
|  | Marcatori | 90+3’ Lamela |

| Arbitro: | Pizarro Gómez |

|          |           |               |
| Roco 11’ | Marcatori | 40’ En-Nesyri |

| Arbitro: | del Cerro Grande |

|              |           |               |
| A. Gómez 32’ | Marcatori | 45’ R. Araújo |

| San Sebastián 19 settembre 2021, ore 16:15CEST 5ª giornata | Real Sociedad | 0 – 0 referto | Siviglia | Anoeta (23 757 spett.)\| Arbitro: \| Mateu Lahoz \| |
| Arbitro:                                                   | Mateu Lahoz   |               |          |                                                     |

| Arbitro: | Sánchez Martínez |

|                                 |           |          |
| A. Gómez 3’ Montiel 15’ Mir 22’ | Marcatori | 31’ Duro |

| Arbitro: | González Fuertes |

|                       |           |  |
| En-Nesyri 13’ Mir 87’ | Marcatori |  |

| Arbitro: | Alberola Rojas |

|             |           |  |
| Rochina 25’ | Marcatori |  |

| Arbitro: | de Burgos Bengoetxea |

|  |           |         |
|  | Marcatori | 54’ Mir |

| Arbitro: | Pizarro Gómez |

|                                                              |           |                                |
| Ó. Torres 8’ Mir 24’ Diego Carlos 38’ Munir 50’ Fernando 64’ | Marcatori | 33’, 55’ J. Morales 62’ Melero |

| Arbitro: | Jaime Latre |

|             |           |            |
| Sánchez 22’ | Marcatori | 73’ Lamela |

| Arbitro: | del Cerro Grande |

|                              |           |  |
| Diego Carlos 40’ Ocampos 60’ | Marcatori |  |

| Arbitro: | Mateu Lahoz |

|  |           |                                  |
|  | Marcatori | 55’ M. Acuña 81’ (aut.) Bellerín |

| Arbitro: | Muñiz Ruiz |

|                           |           |                                  |
| Ocampos 38’ Rakitić 90+2’ | Marcatori | 5’ Laguardia 45+7’ (rig.) Joselu |

| Arbitro: | Sánchez Martínez |

|                              |           |         |
| Benzema 32’ Vinícius Jr. 86’ | Marcatori | 12’ Mir |

| Arbitro: | Carlos del Cerro Grande |

|             |           |  |
| Ocampos 16’ | Marcatori |  |

| Arbitro: | Hernández Hernández |

|  |           |             |
|  | Marcatori | 38’ Delaney |

| Arbitro: | de Burgos Bengoetxea |

|                           |           |            |
| Rakitić 7’ L. Ocampos 88’ | Marcatori | 33’ Felipe |

| Arbitro: | Alberola Rojas |

|  |           |             |
|  | Marcatori | 58’ Ocampos |

#### Girone di ritorno
| Arbitro: | Martínez Munuera |

|         |           |  |
| Mir 22’ | Marcatori |  |

| Arbitro: | Soto Grado |

|            |           |                    |
| Guedes 44’ | Marcatori | 7’ (aut.) Diakhaby |

| Arbitro: | Sánchez Martínez |

|                            |           |                          |
| A. Gómez 71’ Ó. Torres 74’ | Marcatori | 37’ Cervi 40’ Iago Aspas |

| Pamplona 5 febbraio 2022, ore 16:15 CET 23ª giornata | Osasuna       | 0 – 0 referto | Siviglia | Stadio El Sadar (17 635 spett.)\| Arbitro: \| Pizarro Gómez \| |
| Arbitro:                                             | Pizarro Gómez |               |          |                                                                |

| Arbitro: | Ortiz Arias |

|                      |           |  |
| A. Gómez 70’ Mir 76’ | Marcatori |  |

| Arbitro: | González Fuertes |

|            |           |         |
| Darder 50’ | Marcatori | 36’ Mir |

| Arbitro: | del Cerro Grande |

|                              |           |               |
| Rakitić 24’ (rig.) Munir 41’ | Marcatori | 90+4’ Canales |

| Arbitro: | Alberola Rojas |

|            |           |         |
| Darder 50’ | Marcatori | 36’ Mir |

| Arbitro: | Martínez Munuera |

|          |           |             |
| Bebé 46’ | Marcatori | 63’ Delaney |

| Siviglia 20 marzo 2022, ore 18:30 CET 29ª giornata | Siviglia   | 0 – 0 referto | Real Sociedad | Ramón Sánchez-Pizjuán (24 861 spett.)\| Arbitro: \| Soto Grado \| |
| Arbitro:                                           | Soto Grado |               |               |                                                                   |

| Arbitro: | Sánchez Martínez |

|           |           |  |
| Pedri 72’ | Marcatori |  |

| Arbitro: | Ortiz Arias |

|                                                       |           |                        |
| Diego Carlos 32’ Ocampos 68’ Mir 90+3’ A. Gómez 90+9’ | Marcatori | 23’ Machís 88’ V. Díaz |

| Arbitro: | Cuadra Fernández |

|                        |           |                                     |
| Rakitić 21’ Lamela 25’ | Marcatori | 50’ Rodrygo 82’ Nacho 90+2’ Benzema |

| Arbitro: | de Mera Escuderos |

|                                   |           |                               |
| J. Morales 22’ (rig.) Soldado 87’ | Marcatori | 14’, 27’ J. Corona 81’ Koundé |

| Arbitro: | Sánchez Martínez |

|              |           |              |
| En-Nesyri 7’ | Marcatori | 66’ L. Pérez |

| Arbitro: | Jesús Gil Manzano |

|              |           |              |
| Lo Celso 86’ | Marcatori | 90+5’ Koundé |

| Siviglia 11 maggio 2022, ore 20:30 CEST 36ª giornata | Siviglia            | 0 – 0 referto | Maiorca | Stadio Ramón Sánchez-Pizjuán (33 242 spett.)\| Arbitro: \| Hernández Hernández \| |
| Arbitro:                                             | Hernández Hernández |               |         |                                                                                   |

| Arbitro: | Sánchez Martínez |

|                   |           |                  |
| J. M. Giménez 30’ | Marcatori | 85’ Y. En-Nesyri |

| Arbitro: | Carlos del Cerro Grande (Alcalá de Henares) |

|              |           |  |
| Rafa Mir 68’ | Marcatori |  |

### Copa del Rey
| Arbitro: | Gil Manzano |

|  |           |              |
|  | Marcatori | 118’ Ocampos |

| Arbitro: | Martínez Munuera |

|                                                        |                      |                                                              |
| M. Llabrés 65’                                         | Marcatori            | 57’ Mir                                                      |
| Lorente Bonet Pomar P. Vidal F. Carrasco Buades Alorda | Tiri di rigore 5 – 6 | Mir Gudelj Óscar Rodríguez I. Romero Luismi A. Gómez Delaney |

| Arbitro: | Pizarro Gómez |

|  |           |                    |
|  | Marcatori | 31’ Koundé 69’ Mir |

| Arbitro: | de Burgos Bengoetxea |

|                       |           |              |
| Fekir 39’ Canales 73’ | Marcatori | 35’ A. Gómez |

### UEFA Champions League

#### Fase a gironi
| Arbitro: | Kulbakov |

|                    |           |                  |
| Rakitić 42’ (rig.) | Marcatori | 21’ (rig.) Sučić |

| Arbitro: | Kabakov |

|             |           |                    |
| Steffen 48’ | Marcatori | 87’ (rig.) Rakitić |

| Villeneuve-d'Ascq 20 ottobre 2021, ore 21:00 CEST 3ª giornata | Lilla  | 0 – 0 referto | Siviglia | Stadio Pierre Mauroy (34 362 spett.)\| Arbitro: \| Oliver \| |
| Arbitro:                                                      | Oliver |               |          |                                                              |

| Arbitro: | Kovács |

|             |           |                            |
| Ocampos 15’ | Marcatori | 43’ (rig.) David 51’ Ikoné |

| Arbitro: | Çakır |

|                      |           |  |
| Jordán 12’ Mir 90+7’ | Marcatori |  |

| Arbitro: | Vinčić |

|            |           |  |
| Okafor 50’ | Marcatori |  |

### UEFA Europa League

#### Spareggi
| Arbitro: | Guida |

|                                              |           |           |
| Rakitić 13’ (rig.) Ocampos 44’ Martial 45+1’ | Marcatori | 41’ Oršić |

| Arbitro: | Letexier |

|                  |           |  |
| Oršić 65’ (rig.) | Marcatori |  |

#### Fase ad eliminazione diretta
| Arbitro: | Schärer |

|           |           |  |
| Munir 60’ | Marcatori |  |

| Arbitro: | Turpin |

|                            |           |  |
| Souček 39’ Jarmolenko 112’ | Marcatori |  |

## Statistiche

### Statistiche di squadra
Statistiche aggiornate al 23 aprile 2023. 
| Competizione     | Punti | In casa | In casa | In casa | In casa | In casa | In casa | In trasferta | In trasferta | In trasferta | In trasferta | In trasferta | In trasferta | Totale | Totale | Totale | Totale | Totale | Totale | DR  |
| Competizione     | Punti | G       | V       | N       | P       | Gf      | Gs      | G            | V            | N            | P            | Gf           | Gs           | G      | V      | N      | P      | Gf     | Gs     | DR  |
| ---------------- | ----- | ------- | ------- | ------- | ------- | ------- | ------- | ------------ | ------------ | ------------ | ------------ | ------------ | ------------ | ------ | ------ | ------ | ------ | ------ | ------ | --- |
| Liga             | 70    | 19      | 12      | 6       | 1       | 36      | 17      | 19           | 6            | 10           | 3            | 17           | 13           | 38     | 18     | 16     | 4      | 53     | 30     | +23 |
| Coppa del Re     | -     | 0       | 0       | 0       | 0       | 0       | 0       | 4            | 2            | 1            | 1            | 5            | 3            | 4      | 2      | 1      | 1      | 5      | +2     |     |
| Champions League | 6     | 3       | 1       | 1       | 1       | 4       | 3       | 3            | 0            | 2            | 1            | 1            | 2            | 6      | 1      | 3      | 2      | 5      | 5      | 0   |
| Europa League    | -     | 2       | 2       | 0       | 0       | 4       | 1       | 2            | 0            | 0            | 2            | 0            | 3            | 4      | 2      | 0      | 2      | 4      | 4      | 0   |
| Totale           | -     | 19      | 7       | 4       | 8       | 26      | 23      | 22           | 7            | 6            | 9            | 25           | 23           | 41     | 14     | 10     | 17     | 51     | 46     | +5  |

### Andamento in campionato
| Giornata  | 1 | 2 | 3 | 4 | 5 | 6 | 7 | 8 | 9 | 10 | 11 | 12 | 13 | 14 | 15 | 16 | 17 | 18 | 19 | 20 | 21 | 22 | 23 | 24 | 25 | 26 | 27 | 28 | 29 | 30 | 31 | 32 | 33 | 34 | 35 | 36 | 37 | 38 |
| --------- | - | - | - | - | - | - | - | - | - | -- | -- | -- | -- | -- | -- | -- | -- | -- | -- | -- | -- | -- | -- | -- | -- | -- | -- | -- | -- | -- | -- | -- | -- | -- | -- | -- | -- | -- |
| Luogo     | C | T | T | C | T | C | C | T | T | C  | T  | C  | T  | C  | T  | C  | T  | C  | T  | C  | T  | C  | T  | C  | T  | C  | T  | T  | C  | T  | C  | C  | T  | C  | T  | C  | T  | C  |
| Risultato | V | V | N | N | N | V | V | P | V | V  | N  | V  | V  | N  | P  | V  | V  | V  | V  | V  | N  | N  | N  | V  | N  | V  | N  | N  | N  | P  | V  | P  | V  | N  | N  | N  | N  | V  |
| Posizione | 2 | 1 | 2 | 6 | 6 | 4 | 3 | 4 | 3 | 3  | 3  | 3  | 3  | 3  | 4  | 2  | 2  | 2  | 2  | 2  | 2  | 2  | 2  | 2  | 2  | 2  | 2  | 2  | 2  | 4  | 3  | 3  | 3  | 3  | 3  | 4  | 4  | 4  |

Legenda:

Luogo: C = Casa; T = Trasferta. Risultato: V = Vittoria; N = Pareggio; P = Sconfitta.

### Statistiche dei giocatori
Sono in corsivo i calciatori che hanno lasciato la società a stagione in corso 
| Giocatore       | Liga     | Liga | Liga        | Liga       | Coppa del Re | Coppa del Re | Coppa del Re | Coppa del Re | Champions League | Champions League | Champions League | Champions League | Europa League | Europa League | Europa League | Europa League | Totale   | Totale | Totale      | Totale     |
| Giocatore       | Presenze | Reti | Ammonizioni | Espulsioni | Presenze     | Reti         | Ammonizioni  | Espulsioni   | Presenze         | Reti             | Ammonizioni      | Espulsioni       | Presenze      | Reti          | Ammonizioni   | Espulsioni    | Presenze | Reti   | Ammonizioni | Espulsioni |
| --------------- | -------- | ---- | ----------- | ---------- | ------------ | ------------ | ------------ | ------------ | ---------------- | ---------------- | ---------------- | ---------------- | ------------- | ------------- | ------------- | ------------- | -------- | ------ | ----------- | ---------- |
| M. Acuña        | 31       | 1    | 10          | 0          | 2            | 0            | 1            | 0            | 5                | 0                | 0                | 0                | 3             | 0             | 2             | 0             | 41       | 1      | 13          | 0          |
| L. Augustinsson | 19       | 0    | 3           | 0          | 3            | 0            | 1            | 0            | 3                | 0                | 1                | 0                | 2             | 0             | 0             | 0             | 27       | 0      | 5           | 0          |
| Y. Bounou       | 31       | -24  | 2           | 0          | 0            | 0            | 0            | 0            | 6                | -5               | 0                | 0                | 4             | -4            | 1             | 0             | 41       | -33    | 3           | 0          |
| D. Carlos       | 34       | 3    | 3           | 1          | 3            | 0            | 2            | 0            | 4                | 0                | 2                | 0                | 1             | 0             | 0             | 0             | 42       | 3      | 7           | 1          |
| J.A. Carmona    | 1        | 0    | 0           | 0          | 0            | 0            | 0            | 0            | 0                | 0                | 0                | 0                | 1             | 0             | 0             | 0             | 2        | 0      | 0           | 0          |
| J. Corona       | 18       | 2    | 2           | 0          | 1            | 0            | -            | 0            | 0                | 0                | 0                | 0                | 3             | 0             | 0             | 0             | 22       | 2      | 2           | 0          |
| Luismi          | 2        | 0    | 0           | 0          | 1            | 0            | 1            | 0            | 0                | 0                | 0                | 0                | 1             | 0             | 0             | 0             | 4        | 0      | 1           | 0          |
| T. Delaney      | 26       | 2    | 3           | 1          | 2            | 0            | 0            | 0            | 4                | 0                | 2                | 0                | 3             | 0             | 1             | 1             | 35       | 2      | 6           | 2          |
| J. Díaz         | 1        | -1   | 0           | 0          | 0            | 0            | 0            | 0            | 0                | 0                | 0                | 0                | 0             | 0             | 0             | 0             | 1        | -1     | 0           | 0          |
| M. Dmitrović    | 6        | -5   | 0           | 0          | 3            | -1           | 0            | 0            | 0                | 0                | 0                | 0                | 0             | 0             | 0             | 0             | 9        | -6     | 0           | 0          |
| Y. En-Nesyri    | 23       | 5    | 1           | 0          | 0            | 0            | 0            | 0            | 2                | 0                | 2                | 1                | 4             | 0             | 0             | 0             | 29       | 5      | 3           | 1          |
| V. Fattore      | 1        | 0    | 0           | 0          | 0            | 0            | 0            | 0            | 0                | 0                | 0                | 0                | 0             | 0             | 0             | 0             | 1        | 0      | 0           | 0          |
| Fernando        | 24       | 1    | 6           | 0          | 0            | 0            | 0            | 0            | 6                | 0                | 1                | 0                | 2             | 0             | 0             | 0             | 32       | 1      | 7           | 0          |
| A. Flores       |          | 0    | 0           | 0          | 0            | 0            | 0            | 0            | 0                | 0                | 0                | 0                | 0             | 0             | 0             | 0             | 0        | 0      | 0           | 0          |
| A. Gómez        | 29       | 5    | 4           | 0          | 4            | 1            | 1            | 0            | 5                | 0                | 0                | 0                | 2             | 0             | 0             | 0             | 40       | 6      | 5           | 0          |
| A. González     | 0        | 0    | 0           | 0          | 0            | 0            | 0            | 0            | 0                | 0                | 0                | 0                | 0             | 0             | 0             | 0             | 0        | 0      | 0           | 0          |
| N. Gudelj       | 15       | 2    | 5           | 0          | 3            | 0            | 2            | 0            | 0                | 0                | 0                | 0                | 0             | 0             | 0             | 0             | 18       | 2      | 7           | 0          |
| O. Idrissi      | 5        | 0    | 1           | 0          | 2            | 0            | 0            | 0            | 0                | 0                | 0                | 0                | 0             | 0             | 0             | 0             | 7        | 0      | 1           | 0          |
| J. Jordán       | 36       | 0    | 9           | 0          | 4            | 0            | 1            | 0            | 6                | 0                | 1                | 1                | 3             | 0             | 0             | 0             | 49       | 0      | 11          | 1          |
| J. Koundé       | 32       | 2    | 2           | 2          | 3            | 1            | 1            | 0            | 5                | 0                | 0                | 0                | 4             | 0             | 0             | 0             | 44       | 3      | 3           | 2          |
| E. Lamela       | 20       | 5    | 5           | 0          | 0            | 0            | 0            | 0            | 4                | 0                | 1                | 0                | 0             | 0             | 0             | 0             | 24       | 5      | 6           | 0          |
| A. Martial      | 9        | 0    | 1           | 0          | 0            | 0            | 0            | 0            | 0                | 0                | 0                | 0                | 3             | 1             | 0             | 0             | 12       | 1      | 1           | 0          |
| R. Mir          | 34       | 10   | 6           | 0          | 4            | 2            | 0            | 0            | 6                | 1                | 1                | 0                | 3             | 0             | 0             | 0             | 47       | 13     | 7           | 0          |
| G. Montiel      | 18       | 1    | 7           | 0          | 4            | 0            | 1            | 0            | 4                | 0                | 1                | 0                | 2             | 0             | 1             | 0             | 28       | 1      | 10          | 0          |
| Munir           | 16       | 2    | 3           | 0          | 2            | 0            | 0            | 0            | 4                | 0                | 0                | 0                | 3             | 1             | 0             | 0             | 25       | 3      | 3           | 0          |
| J. Navas        | 24       | 0    | 4           | 0          | 0            | 0            | 0            | 0            | 4                | 0                | 1                | 0                | 4             | 0             | 0             | 0             | 32       | 0      | 5           | 0          |
| L. Ocampos      | 30       | 6    | 7           | 0          | 3            | 1            | 2            | 0            | 6                | 1                | 2                | 0                | 3             | 1             | 1             | 0             | 42       | 9      | 12          | 0          |
| P. Ortiz        | 1        | 0    | 00          | 0          | 0            | 0            | 0            | 0            | 0                | 0                | 0                | 0                | 0             | 0             | 0             | 0             | 1        | 0      | 0           | 0          |
| A. Pastor       | 0        | 0    | 0           | 0          | 1            | -2           | 0            | 0            | 0                | 0                | 0                | 0                | 0             | 0             | 0             | 0             | 1        | -2     | 0           | 0          |
| P. Pérez        | 0        | 0    | 0           | 0          | 0            | 0            | 0            | 0            | 0                | 0                | 0                | 0                | 0             | 0             | 0             | 0             | 0        | 0      | 0           | 0          |
| A. Pozo         | 0        | 0    | 0           | 0          | 0            | 0            | 0            | 0            | 0                | 0                | 0                | 0                | 0             | 0             | 0             | 0             | 0        | 0      | 0           | 0          |
| N. Quintana     | 0        | 0    | 0           | 0          | 1            | 0            | 0            | 0            | 0                | 0                | 0                | 0                | 0             | 0             | 0             | 0             | 1        | 0      | 0           | 0          |
| I. Rakitić      | 35       | 4    | 5           | 0          | 3            | 0            | 0            | 0            | 5                | 2                | 1                | 0                | 3             | 1             | 0             | 0             | 46       | 7      | 6           | 0          |
| K. Rekik        | 18       | 0    | 2           | 0          | 3            | 0            | 0            | 0            | 4                | 0                | 1                | 0                | 1             | 0             | 0             | 0             | 26       | 0      | 3           | 0          |
| Ó. Rodríguez    | 11       | 0    | 1           | 0          | 3            | 0            | 0            | 0            | 1                | 0                | 0                | 0                | 0             | 0             | 0             | 0             | 15       | 0      | 1           | 0          |
| I. Romero       | 5        | 0    | 0           | 0          | 4            | 0            | 0            | 0            | 1                | 0                | 0                | 0                | 0             | 0             | 0             | 0             | 10       | 0      | 0           | 0          |
| K. Salas        | 0        | 0    | 0           | 0          | 0            | 0            | 0            | 0            | 0                | 0                | 0                | 0                | 0             | 0             | 0             | 0             | 0        | 0      | 0           | 0          |
| J. Sánchez      | 1        | 0    | 0           | 0          | 0            | 0            | 0            | 0            | 0                | 0                | 0                | 0                | 0             | 0             | 0             | 0             | 1        | 0      | 0           | 0          |
| Suso            | 8        | 0    | 0           | 0          | 0            | 0            | 0            | 0            | 4                | 0                | 1                | 0                | 0             | 0             | 0             | 0             | 12       | 0      | 1           | 0          |
| Ó. Torres       | 26       | 2    | 2           | 0          | 4            | 0            | 1            | 0            | 3                | 0                | 0                | 0                | 4             | 0             | 0             | 0             | 37       | 2      | 3           | 0          |
| A. Zarzana      | 0        | 0    | 0           | 0          | 1            | 0            | 0            | 0            | 0                | 0                | 0                | 0                | 0             | 0             | 0             | 0             | 1        | 0      | 0           | 0          |